# Consistórios de Inocêncio IX
O Papa Inocêncio IX (r. 1591) criou dois cardeais em um consistório em 18 de dezembro de 1591:
1. Filippo Sega , bispo de Piacenza - cardeal-sacerdote de S. Onofrio (recebeu o título em 5 de dezembro de 1594), † 29 de maio de 1596
2. Giovanni Antonio Facchinetti de Nuce, sobrinho-neto do Papa  - cardeal-diácono sem título, então cardeal-sacerdote da SS. IV Coronati (4 de março de 1592), † 18 de maio de 1606